# Enukleation
Unter Enukleation oder lateinisch Enucleatio (von lateinisch ex „aus“ und nucleus „Kern“, deutsch also „Entkernung, Ausschälung“) versteht man in der Chirurgie das Entfernen (Herausschneiden) eines abgegrenzten oder bekapselten Gewebebereichs. Das umliegende Gewebe wird nicht entfernt.
Beispiele sind
- Enukleation der Prostata bei hochgradiger benigner Prostatahyperplasie
- Die Enukleation von Zysten oder Adenomen aus der Schilddrüse
- Enukleation des Augapfels (Bulbus) bei anders nicht therapierbaren Tumoren (etwa Bindehautmelanom, Aderhautmelanom, Retinoblastom), um eine lokale Ausbreitung oder Metastasierung zu vermeiden. Des Weiteren nach schweren Augenverletzungen mit sonst nicht therapierbaren Schmerzen. In der zweiten Hälfte des 16. Jahrhunderts hatte Georg Bartisch erstmals einen erkrankten Augapfel enukleiert.[1] Im Unterschied zur Exenteration verbleiben bei der Enukleation hinter dem Augapfel befindliches (retrobulbäres) Bindegewebe, Fettgewebe und die Augenmuskeln in der Augenhöhle (Orbita). Eine Enukleation wird in der Regel in Vollnarkose durchgeführt. Hierbei wird der Augapfel durch eine Plombe ersetzt, die aus Silikon oder Hydroxylapatit besteht und durch Bindehautgewebe abgedeckt wird. An dieser Plombe werden vier der sechs Augenmuskeln befestigt, damit die später angepasste Augenprothese sich, wenn auch eingeschränkt, parallel zum verbliebenen Auge bewegen kann. Eine Enukleation ist für den Patienten in der Regel auch eine psychische Belastung, die einer entsprechenden psychologischen Vorbereitung und Betreuung bedarf.[2]